# Comuna Cernove, Pervomaiske
Cernove (în ucraineană Чернове) este o comună în raionul Pervomaiske, Republica Autonomă Crimeea, Ucraina, formată din satele Cernove (reședința), Kaștanivka și Sverdlovske.

## Demografie
Componența lingvistică a comunei Cernove
     Rusă (46,2%)
     Ucraineană (21,57%)
     Tătară crimeeană (18,57%)
     Alte limbi (0,18%)
Conform recensământului din 2001, nu exista o limbă vorbită de majoritatea populației, aceasta fiind compusă din vorbitori de rusă (46,2%), ucraineană (21,57%) și tătară crimeeană (18,57%).